# Euchlaena johnsonaria
Euchlaena johnsonaria là một loài bướm đêm trong họ Geometridae.